# Comuna Oleksandrivka, Mala Vîska
Oleksandrivka (în ucraineană Олександрівка) este o comună în raionul Mala Vîska, regiunea Kirovohrad, Ucraina, formată din satele Novomîkolaiivka, Oleksandrivka (reședința) și Tarasivka.

## Demografie
Componența lingvistică a comunei Oleksandrivka
     Ucraineană (92,86%)
     Rusă (2,69%)
     Română (2,22%)
     Alte limbi (1,06%)
Conform recensământului din 2001, majoritatea populației comunei Oleksandrivka era vorbitoare de ucraineană (92,86%), existând în minoritate și vorbitori de rusă (2,69%), română (2,22%) și găgăuză (1,05%).